# Таблицы Бюльмана
Таблицы Бюльмана — декомпрессионные таблицы, разработанные доктором Альбертом Бюльманом, который проводил исследования в области теории декомпрессии в лаборатории гипербарической физиологии госпиталя при университете в Цюрихе, Швейцария. Результаты исследований, начатых в 1959 году, были опубликованы в 1983 году в книге на немецком языке под названием «Декомпрессия — Декомпрессионная болезнь».
Книга была расценена как самая полная публичная работа по расчетам декомпрессионных обязательств и вскоре стала использоваться при разработке алгоритмов декомпрессионных компьютеров.
В 1987 году разработана система Бюльмана SSA. Эта система использует декомпрессионные таблицы и набор правил, используя которые, люди смогли совершать погружения более безопасно и оставаться в рамках бездекомпрессионного предела. Эти таблицы продолжают использоваться и по сей день, оставаясь очень популярными: многие компьютеры продолжают использовать алгоритм ZHL-8, а многие таблицы базируются на алгоритме ZHL-16.